# Zentralbank

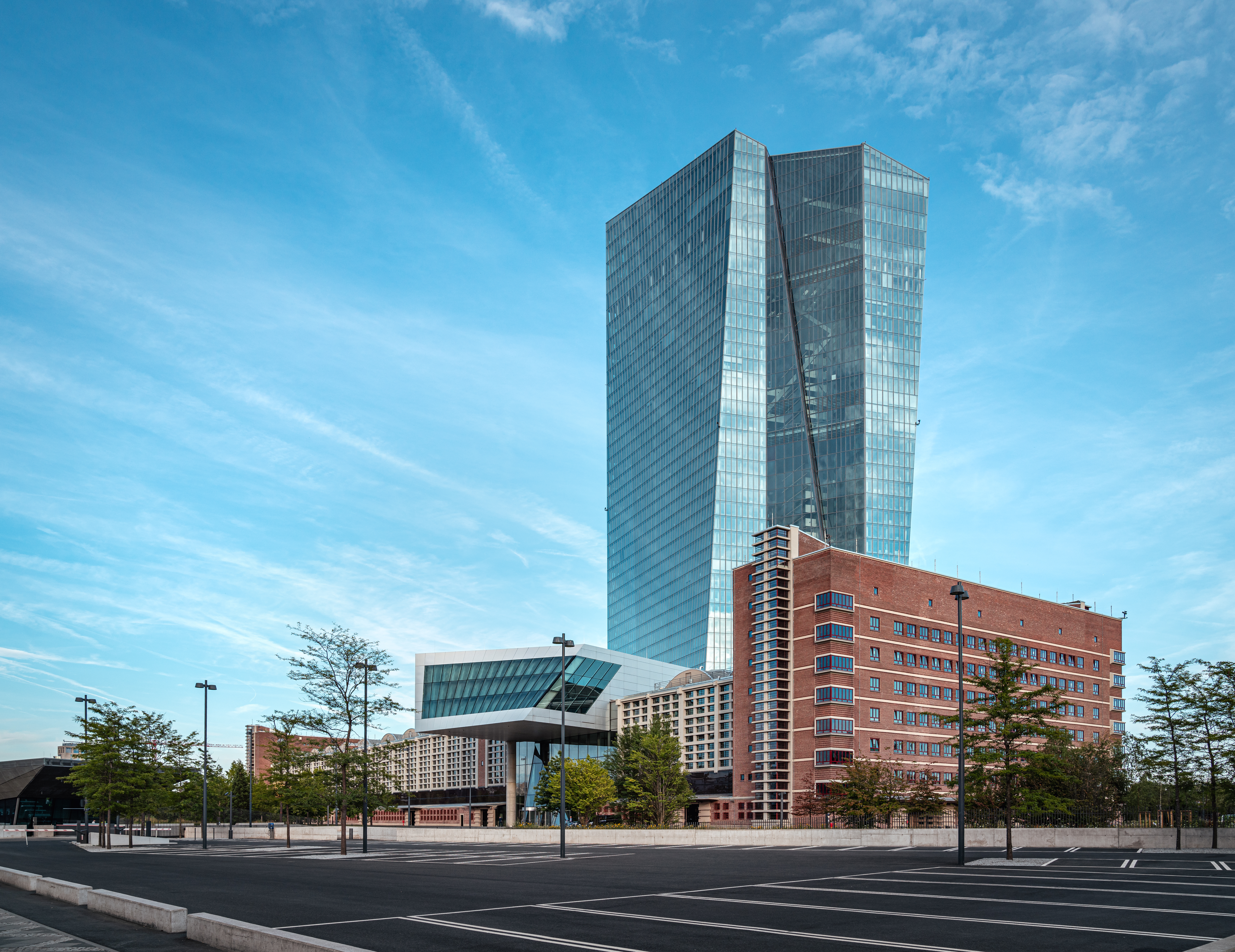
Sitz der Europäischen Zentralbank in Frankfurt am Main

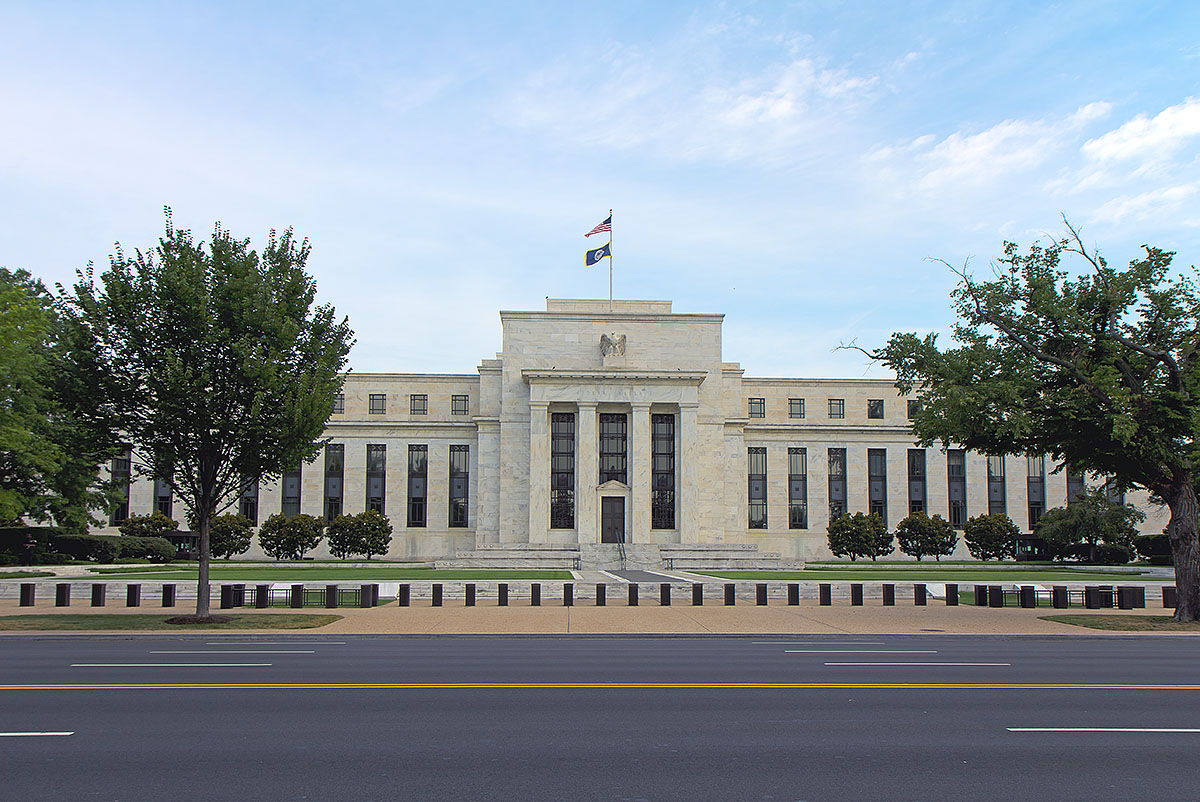
Hauptsitz der Zentralbanken der USA in Washington, D.C. (Eccles Building)

Eine Zentralbank (oder Notenbank, Zentralnotenbank, zentrale Notenbank, Nationalbank, Staatsbank, Währungsbehörde; englisch central bank) ist eine nationale oder supranationale Behörde oder Institution, die meist vom Staat oder von einem Staatenverbund errichtet wurde und mit Hoheitsrechten auf dem Gebiet der Geld- und Währungspolitik ausgestattet ist.

## Allgemeines
Um eine Zentralbank von den Kreditinstituten zu unterscheiden, werden letztere auch als Geschäftsbanken bezeichnet. Zwischen Zentralbank und Geschäftsbanken besteht häufig eine Rechtsbeziehung und stets eine Geschäftsbeziehung. Organisatorisch gibt es Zentralbanken, die auch Bankgeschäfte mit jedermann abschließen dürfen und Zentralbanken, denen dies untersagt ist. Zentralbanken, meist im Staatsbesitz und mit hoheitlichen Aufgaben der Steuerung der Geld-, Devisen-, Kapital- und Kreditmärkte ausgestattet, fungieren dann als verlängerter Arm des Staates. Sie intervenieren ausschließlich im Bankensektor, so dass die Funktion des Kreditgebers letzter Instanz bei Nichtbanken weiterhin anderen staatlichen Institutionen überlassen bleibt (siehe Rettungsaktion).
In allen Staaten sind heute die Banknotenausgabe, die der Zentralbank erlaubten Geschäfte und deren Organisation gesetzlich geregelt. Zentralbanken sind entweder als juristische Person des öffentlichen Rechts oder als juristische Person des Privatrechts organisiert. Bei letzteren ist der Staat der alleinige oder mehrheitlich beteiligte Gesellschafter. Überträgt der Staat der Zentralbank hoheitliche Aufgaben der Währungspolitik, wird sie auch Währungsbehörde genannt. Die Zentralbank eines Staates ist für die nationale Geld- und Währungspolitik zuständig, die Zentralbank eines Staatenverbundes (beispielsweise Europäische Union) für dessen Mitgliedstaaten (EU-Mitgliedstaaten).

## Geschichte
Mittelalter
Aufgaben einer Notenbank übernahmen im Mittelalter die Zettelbanken. Als erste gilt die 1345 gegründete Circulations- und Zettelbank zu Genua, erst 1407 funktionsfähig unter dem Namen „Casa di San Giorgio“ und 1808 liquidiert. Als Österreich im Jahre 1746 Genua eroberte, geriet die genuesische Zettelbank in Schwierigkeiten, weil das gesamte zur Deckung der Zettel (Banknoten) nötige Vermögen von den Eroberern konfisziert worden war. Die Girobanken stellten eine öffentliche Infrastruktur für bargeldlose internationale Zahlungen zur Verfügung. Hierdurch sollten sie die Effizienz des Handels steigern und die Geldwertstabilität gewährleisten. Die Girobanken erfüllten somit bereits wesentliche Funktionen moderner Zentralbanken.
Die am 31. Januar 1609 eröffnete Amsterdamer Wechselbank (niederländisch Amsterdamsche Wisselbank) gilt als die erste städtische Wechselbank in Westeuropa. Ihr folgte im November 1656 die schwedische Palmstruch-Bank, die als Privatbank ab dem 16. Juli 1661 weltweit das erste Papiergeld ausgab. Die Schwedische Reichsbank entstand im September 1668 als Zettelbank und gilt als die älteste heute noch existierende Zentralbank, die 1897 das Monopol auf die Emission von Banknoten erhielt. Am 2. März 1705 erfolgte die Gründung der Banco di gyro d’affrancatione in Köln, der ersten Zettelbank des Deutschen Reichs, welche die ersten Zahlungsmittel in Form von Bancozetteln in Deutschland ausgab („Churfürst Pfälzisch Gülich und Bergischer Banco Zettel“).
Inzwischen hatte am 27. Juli 1694 in England ein königliches Privileg dafür gesorgt, dass eine Notenbank in der Rechtsform einer Aktiengesellschaft unter der Firma „The Governor and Company of the Bank of England“ gegründet werden durfte. Die heute als Bank of England bekannte Zentralbank durfte Banknoten ausgeben und Bankgeschäfte betreiben. Der „Peelsche Bankakt“ (englisch Bank Charter Act) vom Juli 1844 sorgte dafür, dass die Bank of England in zwei Abteilungen aufgeteilt wurde, dem „Issue Department“ für die Banknotenausgabe und dem „Banking Department“ für die Bankgeschäfte. Das „Issue Department“ musste alle Banknoten voll durch Gold decken. Dieser so genannte Goldstandard wurde 1873 in Großbritannien eingeführt und in den meisten europäischen Ländern übernommen. Die Bankakte verbot die Gründung neuer Notenbanken.
Gründerzeit

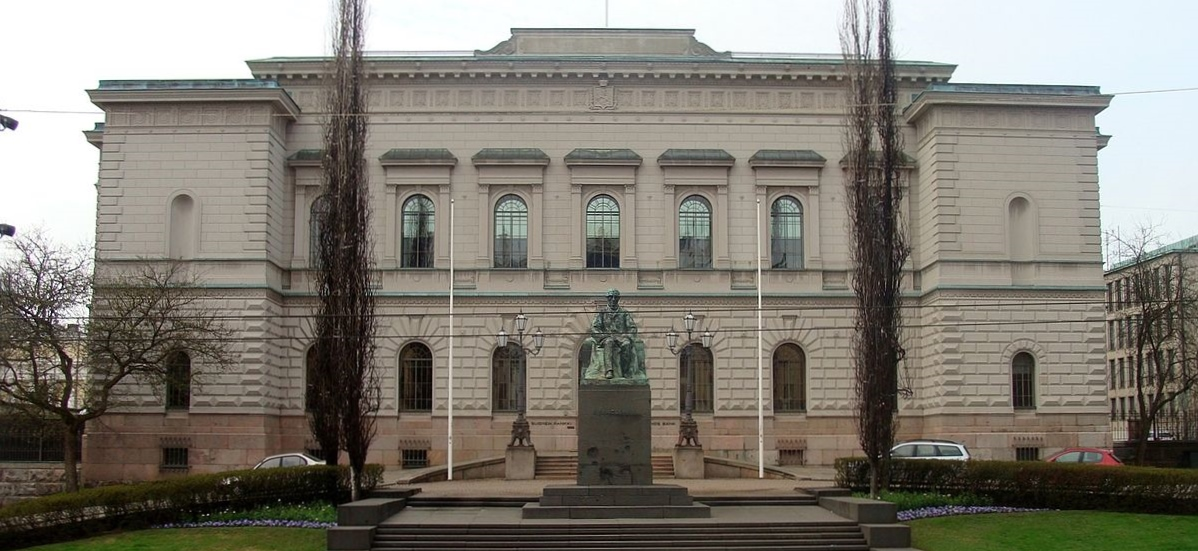
Die Bank von Finnland in Helsinki

Die Banque de France besaß lange Zeit nicht das alleinige Notenprivileg in Frankreich, sondern ab 1803 lediglich für Paris. Erst als am 15. März 1848 die Banknoten der Banque de France einen Zwangskurs für ganz Frankreich erhielten, wurden die anderen Banken geschwächt, so dass die Banque de France ab 1863 ein alleiniges Notenprivileg erhielt. Im März 1811 wurde die Bank von Finnland gegründet, die erst 1840 das Recht zur Notenausgabe erhielt.
In Hongkong wurde der Hong-Kong-Dollar seit 1872 von drei Geschäftsbanken parallel ausgegeben (Hongkong and Shanghai Banking Corporation – HSBC, Standard Chartered Bank) und (seit 1994) der Bank of China, was ungewöhnlich und weltweit einmalig ist. Seit dem Currency Ordinance vom 9. November 1935 wurden diese Banken von der Regierungsbehörde Hong Kong Monetary Authority (HKMA) zu legal tender banks (Banken für gesetzliche Zahlungsmittel) deklariert. Die Banknoten können sich je nach Nennwert in Motiv und Farbe unterscheiden, da jede der drei Banken ihr eigenes Design wählen kann. Die HKMA ist damit in Hongkong die tatsächliche (nicht aber formale) Zentralbank, die das Notenprivileg an drei Geschäftsbanken delegiert hat.
Die Österreichische Nationalbank entstand im Juni 1816, es folgten im Januar 1876 die Gründung der Reichsbank und im Januar 1906 die Schweizerische Nationalbank.
Neuzeit
Mit der Zeit überstieg die Menge an Papiergeld die Menge an Münzen und Edelmetallen deutlich (siehe Geldschöpfung). 1914 wurde im Zusammenhang mit dem Ersten Weltkrieg die Golddeckungspflicht in vielen Ländern aufgehoben. Nach dem Ersten Weltkrieg, als Arbeitslosigkeit und Preisinstabilität eine große Rolle spielten, begannen die Zentralbanken mehr Wert auf die Erhaltung des wirtschaftlichen Gleichgewichts zu legen. Dies wurde vor allem während der Wirtschaftskrise von 1929 bis 1933 deutlich. Aufgrund der beiden Weltkriege in der ersten Hälfte des 20. Jahrhunderts bestand die Hauptaufgabe der Zentralbanken in dieser Zeit in der Bereitstellung finanzieller Ressourcen zur Deckung der Kriegsausgaben. Nach dem Zweiten Weltkrieg wurde der Einfluss des Staates auf die Zentralbanken größer. Die Ziele der Zentralbanken wurden auf die Förderung von Beschäftigung und Einkommenszuwachs erweitert. Die Notenbanken wurden damit zu einem Hauptinstrument zur Unterstützung staatlicher Ziele, was mitunter als Verlust von deren Autonomie bezeichnet wird. Einige Banken wie die Reserve Bank of India wurden verstaatlicht. Andere wie das Federal Reserve System gelten zwar als institutionell unabhängig, müssen aber trotzdem der Regierung über die Geschäfte berichten.
Bis zum Ende der 1980er Jahre hat faktisch keine Zentralbank ein numerisches Inflationsziel zur Unterstützung der Preisstabilität vorgegeben. In den 1990er Jahren setzten sich jedoch immer mehr Zentralbanken ein explizites Inflationsziel. Einigen Zentralbanken wird eine solche Zielinflationsrate durch die jeweilige Regierung vorgeschrieben (so die Bank of England). Gegenwärtig gibt es keine einheitliche Handhabung der Zentralbanken hinsichtlich der numerischen Bezifferung der Preisniveaustabilität.
Heute konzentrieren sich die Zentralbanken auf drei Hauptziele, die sich im Laufe der Geschichte entwickelt haben: Preisstabilität, wirtschaftliches Gleichgewicht und finanzielle Stabilität. Derzeit gestaltet sich die Erreichung dieser Ziele im Hinblick auf die Finanzkrise seit 2007 recht schwierig.
Am 1. Januar 1994 begann mit der Errichtung des Europäischen Währungsinstituts die zweite Stufe der Währungsunion. Die Aufgaben des Instituts waren die Verstärkung der Zusammenarbeit der nationalen Zentralbanken, eine stärkere Koordinierung von deren Geldpolitik und die Durchführung der Vorarbeiten für die Errichtung des Europäischen Systems der Zentralbanken (ESZB) für die Durchführung einer einheitlichen Geldpolitik und für die Schaffung der einheitlichen Währung. Die Europäische Zentralbank (EZB) wurde am 1. Juni 1998 Nachfolgerin des Europäischen Währungsinstituts, das alle Aufgaben rechtzeitig beendet hatte. Im Oktober 1998 legte die EZB ihre geldpolitische Strategie fest, die Stabilität und Vertrauen in die EZB und den Euro bringen sollte. Die Durchführung der einheitlichen Geldpolitik übernahm die EZB mit Beginn der dritten und letzten Stufe am 1. Januar 1999. Der letzte Schritt zur gemeinsamen Währung war am 1. Januar 2002 die Einführung des Euro als gesetzliches Zahlungsmittel.
Das Eurosystem stellte inzwischen im Dezember 1998 die Rediskontierung von Wechseln ein, so dass den Geschäftsbanken diese Refinanzierung für ihr Diskontgeschäft entfallen ist und sie deshalb den Diskontkredit abgeschafft haben. Wechsel sind seit Januar 2006 auch nicht mehr notenbankfähig, so dass die einstmals bedeutende geldpolitische Maßnahme der Diskontpolitik entfiel. Wechselzahlungen kommen heute nur noch vereinzelt bei Nichtbanken vor.

## Funktionen und Aufgaben
Die rechtlichen Regelungen über das Zentralbankwesen unterscheiden sich erheblich von Land zu Land. Dennoch ist es möglich, anhand der Zentralbankbilanz, vier grundsätzliche Notenbankfunktionen zu identifizieren.
| Aktiva | Passiva |
| --- | --- |
| - Währungsreserven (1) - Gold und Goldforderungen - Devisen - Forderungen an Geschäftsbanken (2) - Hauptrefinanzierungsgeschäfte - längerfristige Refinanzierungsgeschäfte - Feinsteuerungsoperationen in Form von befristeten Transaktionen - Forderungen an öffentliche Haushalte (3) - Sonstige Aktiva (z. B. Wertpapiere) (4) | - Banknotenumlauf (5) - Einlagen der Geschäftsbanken (6) - Einlagen auf Girokonten einschließlich Mindestreserveguthaben - Einlagefazilität - Einlagen des Staates (7) - Sonstige Passiva (8) |

### Halten der Währungsreserve
Zu den Währungsreserven (Position (1) der Zentralbankbilanz) zählen der Bestand an Gold und die Goldforderungen sowie die konvertiblen Devisen (umtauschbare Währungen). Die konvertiblen Devisen umfassen die Forderungen in Fremdwährungen in Form von Bargeld, Bankguthaben, Wertpapieren und Auslandskrediten abzüglich der Auslandsverbindlichkeiten in Fremdwährung (Nettoauslandsforderung).

### Bank der Banken
Die Zentralbank steht an der Spitze des Bankensystems eines Landes und bietet den Geschäftsbanken die Möglichkeit, sich bei ihr Zentralbankgeld zu verschaffen um den Zahlungsverkehr reibungslos abzuwickeln, seitens der Geschäftsbanken die Refinanzierung. Die Position (2) der Zentralbankbilanz zeigt diese Versorgung der Geschäftsbanken mit Zentralbankgeld. Den gegenläufigen Posten zu den Refinanzierungsgeschäften auf der Aktivseite bildet auf der Passivseite die Position (6) der Zentralbankbilanz, welche die Verbindlichkeiten gegenüber den Geschäftsbanken darstellt. Dahinter verbergen sich Einlagen der Geschäftsbanken auf Girokonten der Zentralbank, die in erster Linie Mindestreserveguthaben sind und Guthaben der Geschäftsbanken aus Einlagefazilitäten, d. h., Geschäftsbanken legen ihre Überschussreserven bei der Zentralbank an.
Die Zentralbank soll außerdem als letzte Refinanzierungsstelle (Kreditgeber letzter Instanz) in wirtschaftlichen Krisensituationen Liquidität zur Verfügung stellen, um einen Vertrauensverlust in das Kreditwesen und das Bankensystem abzuwehren. Diese Aufgabe kann allerdings ein Sinken der privaten Eigenverantwortlichkeit der Geschäftsbanken zur Folge haben. Daher erfolgt die Zurverfügungstellung von Zahlungsmitteln zur Deckung des notwendigen Bedarfs nur zu hohen Zinssätzen. Die Zentralbank soll jedoch nur als letzte Refinanzierungsstelle fungieren, wenn die Geschäftsbanken ohne eigenes Fehlverhalten in Mitleidenschaft einer Bankkrise geraten sind.

### Bank der öffentlichen Hand
Neben den Geschäftsbanken kommt als Kreditnehmer bei der Zentralbank weiterhin der Staat in Frage. In vielen Fällen unterstützt die Zentralbank den öffentlichen Sektor bei der Finanzierung seiner Aufgaben durch Kreditgewährung. Dies spiegelt sich in Position (3) der Zentralbankbilanz wider. In der Europäischen Union ist eine direkte Finanzierung der Staatsverschuldung durch das ESZB verboten (Art. 123 AEUV). Dadurch soll eine übermäßige Verschuldung verhindert und die Geldwertstabilität gewahrt werden.
Des Weiteren ist die Zentralbank an der Kassenhaltung des öffentlichen Sektors beteiligt und fungiert in diesem Sinne als Hausbank des Staates, d. h., der Staat führt seine Guthaben überwiegend bei der Zentralbank. Diese Einlagen werden unter der Position (7) der Zentralbankbilanz verbucht. Darüber hinaus kauft die Zentralbank im Rahmen von Offenmarktgeschäften Wertpapiere, um die Geldmenge zu steuern. Diese Wertpapierbestände werden unter der Position (4) der Zentralbankbilanz aufgeführt.

### Notenemission
Die Position (5) der Zentralbankbilanz ist ein besonderes Merkmal der Zentralbank und weist auf ihr Notenmonopol hin. Die Zentralbank hat die alleinige Befugnis, die Banknoten zu emittieren und in Umlauf zu bringen (Notenprivileg). Daher erhielt die „Noten“bank ihren Namen. Der Banknotenumlauf steht auf der Passivseite der Zentralbankbilanz und verdeutlicht, dass Banknoten im bilanziellen Sinne Forderungen an das Zentralbanksystem darstellen. Aus dem Notenmonopol leitet sich auch die Aufgabe ab, die Qualität des Bargeldes aufrechtzuerhalten. Das heißt Falschgeld auszusondern und beschädigte Münzen und Geldscheine zu ersetzen.
Aufgrund ihres Banknotenausgabemonopols kann die Zentralbank binnenwirtschaftlich (auf die eigene Währung bezogen) niemals illiquide werden, da sie das Zahlungsmittel selbst schaffen kann. Nur in der Fremdwährung besteht ein Insolvenzrisiko, da die Zentralbank nicht über die Herstellungsgewalt fremder Währung verfügt.
Aus historischen Gründen liegt in vielen Staaten das Münzrecht nicht bei den Zentralbanken, sondern bei den Regierungen. So etwa im Eurosystem. Hier ist die geldpolitische Unabhängigkeit der EZB dadurch gewahrt, dass die Ausgabe von Münzen durch die EZB genehmigt werden muss.

### Zentralbankgewinn
Bei der Versorgung der Banken mit Zentralbankgeld entsteht der Zentralbank im Normalfall ein Gewinn. Dieser kommt dadurch zustande, dass das zur Refinanzierung der Geschäftsbanken ausgegebene Zentralbankgeld auf der Passivseite der Zentralbankbilanz regelmäßig minderverzinst oder unverzinst ist (z. B. Bargeld), während die auf der Aktivseite stehenden Forderungen in der Regel verzinst werden. Der abzüglich der sonstigen Kosten entstehende Gewinn ist eine Form von Seigniorage. Der Zentralbankgewinn fließt in der Regel dem Fiskus zu, in manchen Fällen werden weitere Gruppen beteiligt. In entwickelten Staaten spielt er nur eine geringe Rolle für die Staatsfinanzen. In solchen, deren Möglichkeit Steuern zu erheben eingeschränkt ist, ist der Anteil der Seigniorage an der Finanzierung des Staates höher. Es gibt weitere Definitionen der Seigniorage, etwa die monetäre Seigniorage. Diese nimmt mit der Rate, mit der der Bargeldumlauf erhöht wird, zu. Da diese Rate von der Zentralbank festgelegt werden kann, können im Kriegsfall durch diese Art Seigniorage erhebliche finanzielle Mittel mobilisiert werden. Dafür muss jedoch eine hohe Inflation in Kauf genommen werden, die das Vertrauen in die jeweilige Währung untergraben kann. Die unterschiedlichen Definitionen der Seigniorage sind nicht deckungsgleich.

### Finanzmarktaufsicht
Inwiefern eine Zentralbank die Aufgabe der Finanzmarktaufsicht wahrnimmt, hängt vom jeweiligen monetären System ab. Grundsätzlich sind Zentralbanken für die Ausübung dieser Funktion nicht zwingend erforderlich, sodass auch selbstständige Institutionen die Finanzmarktaufsicht ausüben können. Aufgrund der Finanzkrise ab 2007 wurde vereinbart die Finanzmarktaufsicht restriktiver zu gestalten und auch institutionell zu verändern. Die großen Zentralbanken reorganisierten im Rahmen dessen ihre Aufgaben- und Verantwortlichkeitsbereiche. Die mögliche Funktion der Finanzmarktaufsicht leitet sich im Gegensatz zu den vier erstgenannten Funktionen nicht aus der Zentralbankbilanz ab.

## Instrumente der Zentralbanken
Zur Erfüllung ihrer Aufgaben stehen der Zentralbank eine Reihe von Instrumenten zur Verfügung, mit deren Hilfe Einfluss auf die wirtschaftliche Entwicklung innerhalb und außerhalb des Währungsraums genommen werden kann. Einen Überblick über die verschiedenen Instrumente geben die Artikel zu Geldpolitik und Währungspolitik. Die monetäre Ordnungspolitik teilt sich in währungspolitische und geldpolitische Instrumente auf.
Die im Rahmen ihrer Hoheitsrechte wahrzunehmenden Aufgaben der Zentralbanken erstrecken sich meist auf
- Ausgabe von Banknoten (daher: Notenbank) und Münzen, als Notenprivileg exklusiv der Zentralbank vorbehalten. Umgekehrt ist sie auch für die Einziehung von Banknoten zuständig.
- Bankenaufsicht: Die Geschäftsbanken werden in mikroprudentieller, die Finanzmärkte in makroprudentieller Form beaufsichtigt. Daneben gibt es häufig noch eine eigenständige Bankenaufsichtsbehörde.
- Geldpolitik: Durch ein umfangreiches geldpolitisches Instrumentarium (Instrumente der Zentralbanken) kann auf dem Geldmarkt die Geldmenge durch die Zentralbank über das Geldangebot und die Geldnachfrage beeinflusst werden. Der Leitzins dient den Zentralbanken als Aktionsparameter für die Beeinflussung des Zinsniveaus.
- Währungspolitik: Als „Hüterin der Währung“ beeinflusst die Zentralbank mit ihrem Währungsmonopol den Devisenmarkt mit Hilfe von Devisenmarktinterventionen beim Devisenangebot oder der Devisennachfrage. Sie kann kraft ihrer hoheitlichen Tätigkeit Devisenverkehrsbeschränkungen etwa in Form des Transferstopps erlassen.

Diese Aufgaben dienen zur (mittelbaren) Erfüllung der Staatsziele der Preisniveaustabilität, Vollbeschäftigung und dem außenwirtschaftlichen Gleichgewicht (Magisches Viereck).

### Geldpolitik
Unter Geldpolitik wird eine Politik verstanden, welche die allgemeine Wirtschaftspolitik unterstützt, indem sie das Geldangebot und indirekt die Geldnachfrage sowie die Kreditnachfrage steuert. Das Geldangebot kann gesteuert werden, indem gegen Sicherheiten Zentralbankgeld verliehen wird. Dazu stehen verschiedene Instrumente, etwa Wertpapierpensionsgeschäfte, Lombardpolitik oder Spitzenrefinanzierung zur Verfügung. Darüber hinaus gibt es noch weitere Instrumente, wie die Mindestreserve- oder Offenmarktpolitik, die Einfluss auf das Geldangebot nehmen. Die Geld- und Kreditnachfrage wird in erster Linie durch die Zinspolitik gesteuert.

### Zinspolitik
Die Zinspolitik beinhaltet alle Maßnahmen der Zentralbank, mit denen das allgemeine Zinsniveau beeinflusst werden soll. Zinsen stellen für Kreditnehmer Kapitalkosten dar und über die Veränderung von Zinssätzen, die zwischen Zentralbank und Geschäftsbanken berechnet werden, will die Zentralbank deshalb die Kreditnachfrage nach Investitionskrediten der Unternehmen oder Konsumkrediten der Privathaushalte sowie die Kreditnachfrage des Staates beeinflussen. Erhöht die Zentralbank z. B. ihre Zinsen, um im Boom Preissteigerungen zu verringern, werden die Geschäftsbanken die Zinsen, die sie ihren Kunden in Rechnung stellen, ebenfalls erhöhen. Höhere Zinsen bewirken dabei eine geringere Nachfrage nach Krediten etwa für Investitionen, da die Gewinnaussichten der Unternehmen sinken. Die Folge ist eine verringerte Kreditnachfrage und das Preisniveau stabilisiert sich. Eine ähnliche Wirkung haben Zinserhöhungen auf die Konsumgüternachfrage der privaten Haushalte. Sinkende Zinsen haben dann die gegenteilige Wirkung und führen zu einem höheren Kreditangebot.

### Lombardpolitik
Mit der Lombardpolitik gewährt die Zentralbank einen Lombardkredit gegen Verpfändung von notenbankfähigen Sicherheiten (Staatsanleihen und andere börsenfähige Wertpapiere) seitens der Kreditinstitute und gegen Zahlung eines Darlehenszinses (des Lombardsatzes).
ständige Fazilitäten
Die ständigen Fazilitäten dienen dazu, Übernachtliquidität herzustellen (Spitzenrefinanzierungsfazilität) oder diese zu entziehen (Einlagefazilität). Sie werden in unbegrenzter Höhe angeboten und setzen Signale hinsichtlich des allgemeinen Kurses der Geldpolitik einer Zentralbank. Da sie den Banken dauerhaft zur Verfügung stehen, stecken sie die Grenzen der Geldmarktsätze für Tagesgelder ab. Die Spitzenrefinanzierungsfazilität dient darüber hinaus dazu, die Liquidität der Geschäftsbanken sicherzustellen.

### Offenmarktpolitik
Die Offenmarktgeschäfte sind geldpolitische Instrumente der Zentralbanken und ermöglichen diesen, sowohl eine expansive als auch eine restriktive Geldpolitik zu betreiben. Bei der restriktiven Geldpolitik entzieht die Zentralbank den Märkten Zentralbankgeld, indem sie Wertpapiere am offenen Markt verkauft. Die expansive Geldpolitik ist das Gegenteil. Hierbei führt die Zentralbank durch den Kauf von Wertpapieren Zentralbankgeld an den Markt zurück. Die Offenmarktgeschäfte gehören zu den Refinanzierungsinstrumenten der Zentralbanken. Offenmarktgeschäfte werden oft als Wertpapierpensionsgeschäft getätigt.

### Mindestreservepolitik
Die Mindestreservepolitik ist, im Gegensatz zu z. B. Offenmarktgeschäften, kein Refinanzierungsinstrument. Ihre Aufgabe ist das genaue Gegenteil. Mindestreserve bedeutet, dass die Geschäftsbanken ein Zwangsguthaben in Zentralbankgeld in Höhe des Mindestreservesatzes, welcher das Verhältnis zwischen Einlagen und Mindestreserven bestimmt, bei der Zentralbank anzulegen haben. Die Höhe der zu entrichtenden Mindestreserve richtet sich nach den Einlagen. Wenn jemand – ob nun eine private Person oder eine Firma – Geld auf die Bank bringt, um dieses Geld sparwirksam anzulegen, ist die Bank verpflichtet, einen Teil dieses Geldes bei der Zentralbank zu hinterlegen.

### Währungspolitik
Gegenstand der Währungspolitik ist die Regelung der Beziehungen zwischen der eigenen Währung der Volkswirtschaft und den Währungen anderer Währungsgebiete. Die Wahl der Währungspolitik hängt mit dem Wechselkurssystem zusammen, in das die Währung eingebunden ist. In einem System fester Wechselkurse sind regelmäßige Interventionen erforderlich. Wenn ein Currency Board installiert wurde, hat die Zentralbank keine Freiheiten in ihrer Geldpolitik mehr.
Instrumente
Devisenmarktintervention
Bei Devisenmarktintervention tritt die Zentralbank als Nachfrager oder Anbieter von Devisen auf, um den von ihr angestrebten Wechselkurs zu erreichen. Die Fähigkeit zu Devisenmarktinterventionen hängt von der Existenz hinreichender Währungsreserven ab. In einem Währungssystem mit vereinbarungsgemäß festen Wechselkursen hat die Notenbank eine Interventionspflicht. Das bedeutet, dass sie, sobald der Wechselkurs an der Devisenbörse einen bestimmten Interventionspunkt erreicht hat, eingreifen muss. Dieses System ist bei festen Wechselkursen zwingend vorgesehen, bei freien Wechselkursen jedoch nicht.
Zinspolitik
Der Wechselkurs kann auch über die Zinspolitik beeinflusst werden. Durch einen höheren Zins wird die Währung auf den internationalen Kapitalmärkten attraktiver und führt zu einer Aufwertung, niedrigere Zinsen entsprechend zu Abwertungen.
Verbale Markteingriffe
Da Zentralbanken meistens in der Lage sind, fundamentalen Einfluss auf die Wechselkurse zu nehmen, reicht oft eine öffentliche Erklärung aus, um die Kurse in die gewünschte Richtung zu bewegen. Am Markt wird dann die Wahrscheinlichkeit für den Einsatz anderer Instrumente höher eingeschätzt und entsprechend eingepreist.
Eine Zentralbank hält die Währungsreserven eines Währungsraumes, sie reguliert die Geldmenge {\displaystyle M1}, beeinflusst die Geldschöpfung durch Kreditvergabe der Geschäftsbanken und refinanziert diese und den Staat. Zur Erfüllung ihrer Ziele und Aufgaben steht der Notenbank eine Reihe von Instrumentarien zur Verfügung, welche die verschiedenen Zentralbanken in unterschiedlichen Intensitäten einsetzen. Eine Abstimmung mehrerer Zentralbanken über eine synchrone Geld- und Währungspolitik wie etwa zwischen der EZB und dem Federal Reserve System befindet sich erst in den Anfängen.
Der Abhängigkeitsgrad der Notenbanken von anderen staatlichen Institutionen richtet sich nach den wirtschaftlichen und politischen Verflechtungen des jeweiligen Landes. Da es nationale und supranationale Währungsräume gibt, sind Zentralbanken entsprechend auf nationaler Ebene (Federal Reserve System, Schweizerische Nationalbank, Bank of England etc.) und supranational (z. B. Europäische Zentralbank oder BIZ) vorzufinden.
Instrumentenabhängigkeit (englisch instrument dependence) meint, in welchem Maße die Regierung die Zentralbank bei der Zielerreichung beeinflusst. Ist die Zentralbank bei der Wahl ihres geldpolitischen Instrumentariums weisungsabhängig, also es entscheidet die Regierung, welche Instrumente bei der Erreichung der Geldwertstabilität eingesetzt werden, ist dies Instrumentenabhängigkeit. Kann die Zentralbank ihre geldpolitischen Instrumente unbeeinflusst wählen, handelt sie instrumentenunabhängig.

## Ziele
Im Rahmen der Geld- und Währungspolitik verfolgt das Eurosystem als Zusammenschluss aller nationalen Zentralbanken der EU-Mitgliedstaaten vorrangig das Ziel der Preisniveaustabilität (Art. 127 Abs. 2 AEUV). Um diese mittelfristig sicherzustellen, wird ein „Zwei-Säulen-Konzept“ verfolgt. Da die Inflation durch ein – am Wachstum der Produktion gemessenes – überhöhtes Wachstum der Geldmenge {\displaystyle M3} verursacht wird, veröffentlicht die EZB einen jährlichen Referenzwert als Orientierungsgröße für alle Wirtschaftssubjekte. Die zweite Säule besteht in der zweimal jährlich veröffentlichten Inflationsprognose.
In den Statuten vieler Staaten ist als Hauptziel der Geldpolitik festgelegt, die Preisniveau- und Geldwertstabilität zu wahren. Daneben (oder etwa im Fall der EZB nachgeordnet) sollen zudem weitere gesamtwirtschaftliche Ziele wie Wirtschaftswachstum, Konjunktur- oder Wechselkursstabilität, verfolgt werden.
Oftmals werden in den jeweiligen Notenbankstatuten weitere gesamtwirtschaftliche Ziele der Geldpolitik wie Wirtschaftswachstum, Konjunktur- oder Wechselkursstabilität, umschrieben. In Staaten mit gebundener Währung sind die Zentralbanken dazu verpflichtet, den Kurs zum Währungsmedium durch Käufe und Verkäufe desselben stabil zu halten.
Die nachfolgende Tabelle zeigt die gesetzlich festgelegten Ziele einiger großer Zentralbanken beispielhaft:
|                  | Europäische Zentralbank | Bank of England | Federal Reserve System (USA)                                              | Bank of Japan                                                                         |
| ---------------- | --- | --- | ------------------------------------------------------------------------- | ------------------------------------------------------------------------------------- |
| Ziele            | - Preisstabilität - Unterstützung allgemeiner Wirtschaftspolitik in der Gemeinschaft ohne Beeinträchtigung der Preisstabilität | - Preisstabilität (quantifiziert durch das Schatzamt) - Unterstützung der Wirtschaftspolitik der Regierung einschließlich Wachstums- und Beschäftigungsziele (vorbehaltlich der Preisstabilität) | - stabile Preise - Höchstgrad an Beschäftigung - moderate Langfristzinsen | - Preisstabilität und damit der Beitrag zur gesunden Entwicklung der Gesamtwirtschaft |
| Vorrangiges Ziel | - Gewährleistung der Preisstabilität                                                                                           | - Gewährleistung der Preisstabilität | keine Prioritätensetzung                                                  | - Gewährleistung der Preisstabilität                                                  |

Debatte um die Ziele der Zentralbanken
Welche Ziele eine Zentralbank verfolgen soll, war lange Zeit ein Streitpunkt innerhalb der ökonomischen Debatte. Im Zentrum stand dabei die Frage, ob es eine Austauschbeziehung zwischen Beschäftigung und Inflation geben kann wie er in der Phillips-Kurve dargestellt wird. Keynesianer vertraten die Ansicht, dass die Geldpolitik auch langfristig Wachstum und Beschäftigung beeinflussen kann, während Monetaristen annehmen, dass die Geldpolitik keine solchen Effekte haben kann und sich daher darauf beschränken sollte, die Preisstabilität zu gewährleisten. Durch die Erfahrungen mit Stagflation in den 1970er Jahren hat sich die monetaristische Sichtweise weitestgehend durchgesetzt, auch wenn keynesianische Stimmen nie ganz verstummt sind. Unstrittig ist hingegen, dass eine expansive Geldpolitik kurzfristig zu höherem Output und größerer Beschäftigung führt.
Zielabhängigkeit (englisch goal dependence) bedeutet, dass die Regierung die Ziele der Zentralbank beeinflussen kann. Ist beispielsweise die Preisstabilität als oberes Ziel der Zentralbank gesetzlich vorgegeben, liegt eine Zielabhängigkeit vor. Kann die Zentralbank hingegen ihre Aufgaben und Ziele selbst festlegen, handelt die Zentralbank zielunabhängig.

## Einfluss des Staates
Die Unabhängigkeit einer Zentralbank wird häufig von den vielfältigen wirtschaftlichen und politischen Verflechtungen eines Wirtschaftssystems beeinträchtigt. Eine Zentralbank kann von den Weisungen der Regierung unabhängig sein (wie die Deutsche Bundesbank oder das amerikanische Federal Reserve System), sie kann aber auch von der Staatsregierung weisungsgebunden sein (wie die Banque de France, die Banca d’Italia oder die People’s Bank of China). Ist eine Zentralbank von Weisungen der Regierung abhängig, so ist der Staat der eigentlich Verantwortliche für die Geld- und Währungspolitik.
Die Unabhängigkeit der Zentralbank dient dazu, zu vermeiden, dass die Regierung eine zu expansive Geldpolitik betreibt. Regierungen neigen zu expansiver Geldpolitik, weil sie so kurzfristig bessere Wirtschaftsdaten erzielen und so mehr Zustimmung erhalten können. Die negativen Folgen einer expansiven Geldpolitik werden in der Regel nicht der Regierung angelastet. Einige monetäre Effekte unterschiedlicher institutioneller Ausgestaltungen der Zentralbanken, insbesondere im Bezug auf die Inflation, sind empirisch nachvollziehbar. Soll der Zentralbankgewinn im nennenswerten Umfang zur Finanzierung des Staates beitragen, ist es hilfreich, die Zentralbank unmittelbar der Regierung zu unterstellen.
Hinsichtlich des Grades der (Un-)Abhängigkeit einer Zentralbank gegenüber der Regierung ist international ein breites Gestaltungsspektrum zu beobachten. Gründe hierfür sind zum einen die unterschiedlichen Definitionen von Unabhängigkeit, zum anderen aber auch die geschichtlichen Erfahrungen der jeweiligen Länder mit ihren Zentralbanken. Die supranationale EZB nimmt dabei eine Sonderrolle ein: Ihr vorrangiges Ziel ist die Preisniveaustabilität. Da ihr diese Aufgabe durch den Vertrag von Maastricht vorgeschrieben ist, befindet sich die EZB in einer Zielabhängigkeit. In Bezug auf die Realisierung dieses Ziels durch den Einsatz verschiedener geldpolitischer Instrumentarien ist sie jedoch weisungsunabhängig, d. h., sie besitzt Instrumentenunabhängigkeit.

## Deutschland

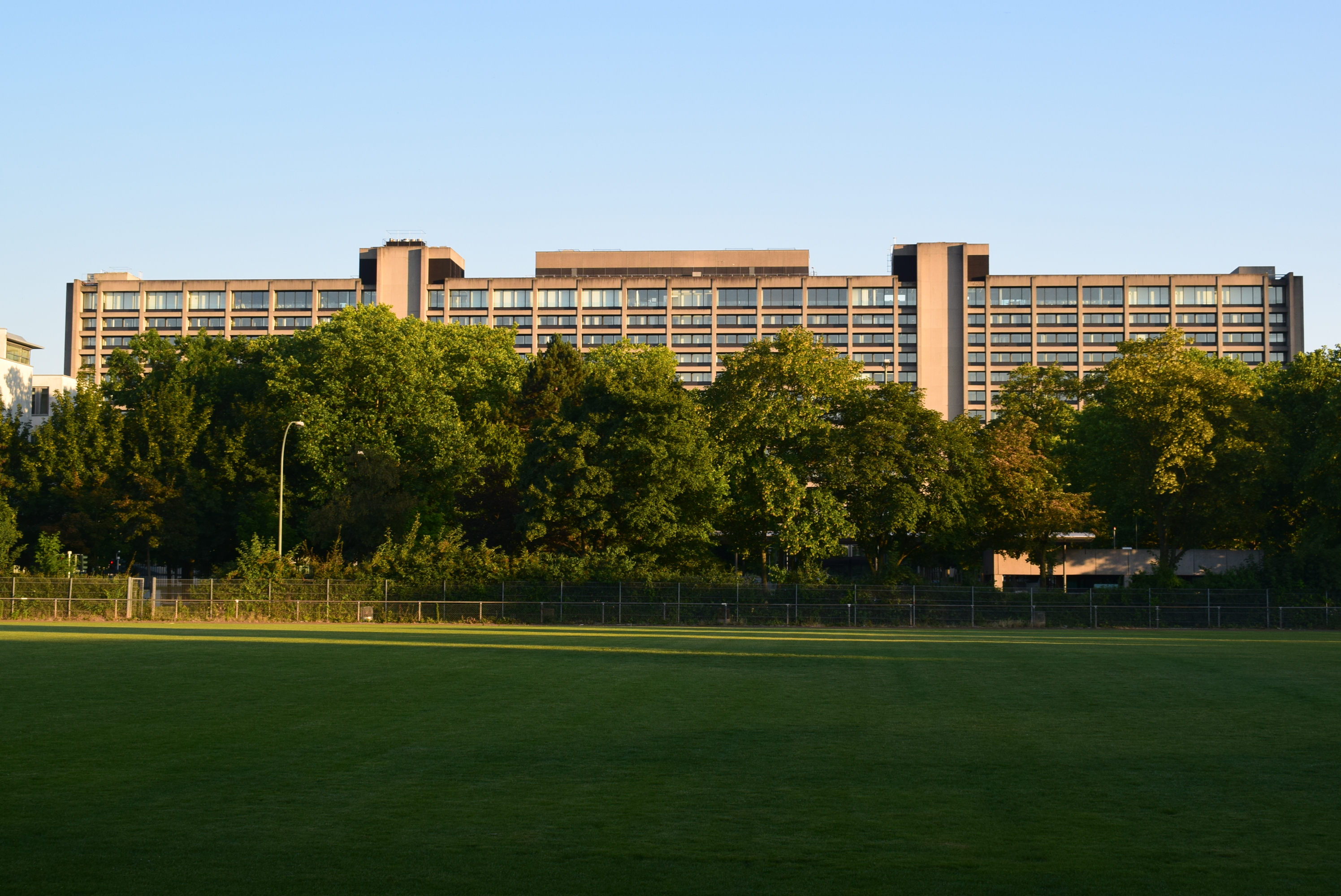
Deutsche Bundesbank, Frankfurt am Main (2018)

In Deutschland ist das Wort „Zentralbank“ ein Rechtsbegriff. Die Deutsche Bundesbank ist gemäß § 2 BBankG eine bundesunmittelbare juristische Person des öffentlichen Rechts, deren Grundkapital sich in Händen der Bundesrepublik Deutschland befindet. Sie ist eine oberste Bundesbehörde (§ 29 BBankG), die nicht als Kreditinstitut gilt (§ 2 Abs. 1 Nr. 1 KWG) und von Weisungen der Bundesregierung unabhängig ist (§ 12 BBankG). Sie gilt als staatsunabhängige Anstalt des öffentlichen Rechts, denn sie hat keine Zwangsmitgliedschaft, und ist deshalb keine Körperschaft des öffentlichen Rechts.
Nach § 2 BBankG ist sie als Zentralbank der Bundesrepublik integraler Bestandteil des Europäischen Systems der Zentralbanken (Eurosystem). Sie wirkt an der Erfüllung seiner Aufgaben mit dem vorrangigen Ziel der Preisstabilität mit, hält und verwaltet die Währungsreserven der Bundesrepublik, sorgt für die bankmäßige Abwicklung des Inlands- und Auslandszahlungsverkehrs und trägt zur Stabilität der Zahlungs- und Verrechnungssysteme bei. Sie nimmt darüber hinaus die ihr nach BBankG oder anderen Rechtsvorschriften übertragenen Aufgaben wahr. Ihr einziges Organ ist der Vorstand (§ 7 BBankG), nachdem im April 2002 der Zentralbankrat abgeschafft wurde.

## International

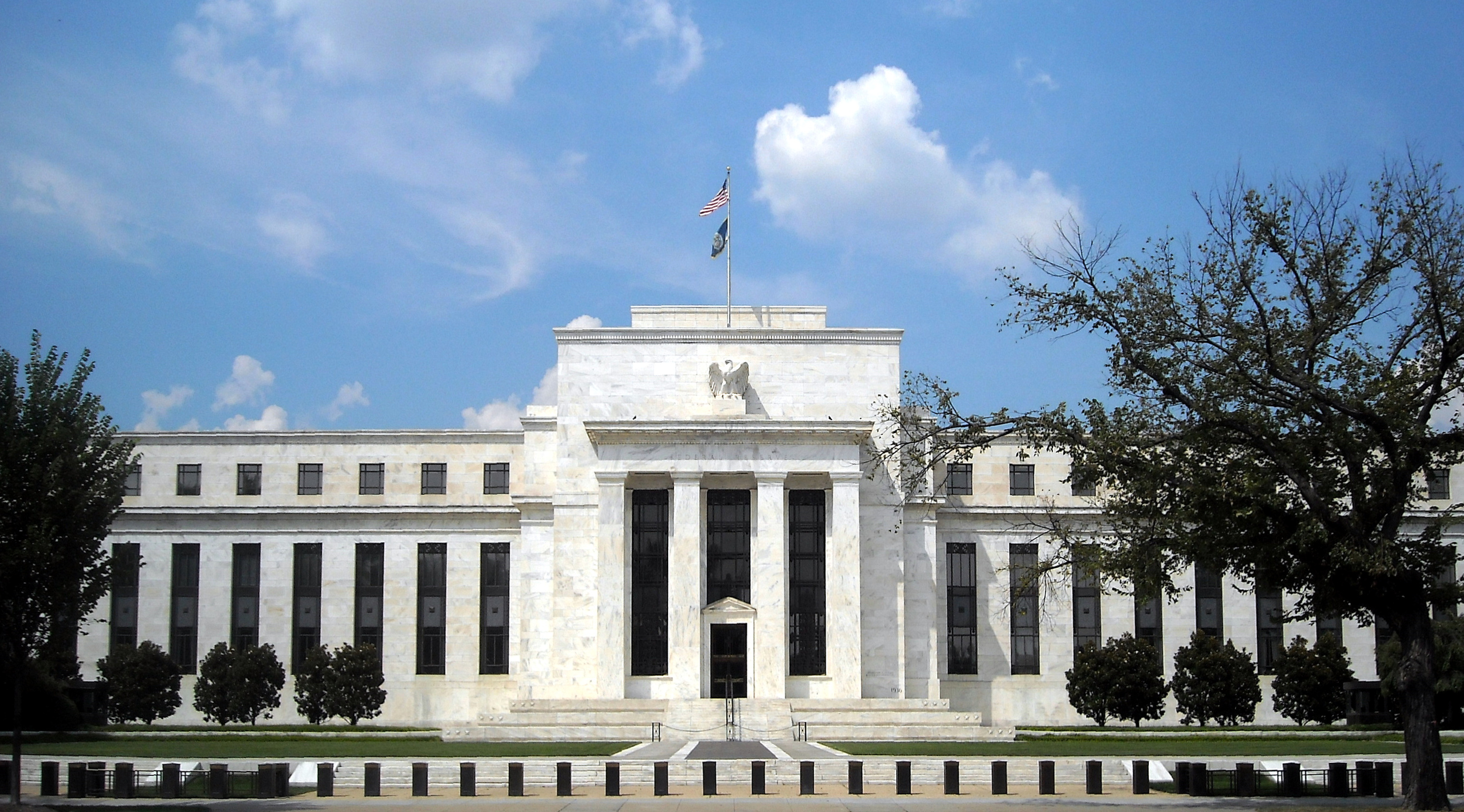
Hauptsitz der Fed: Marriner S. Eccles Federal Reserve Board Building, Washington, D.C. (2007)

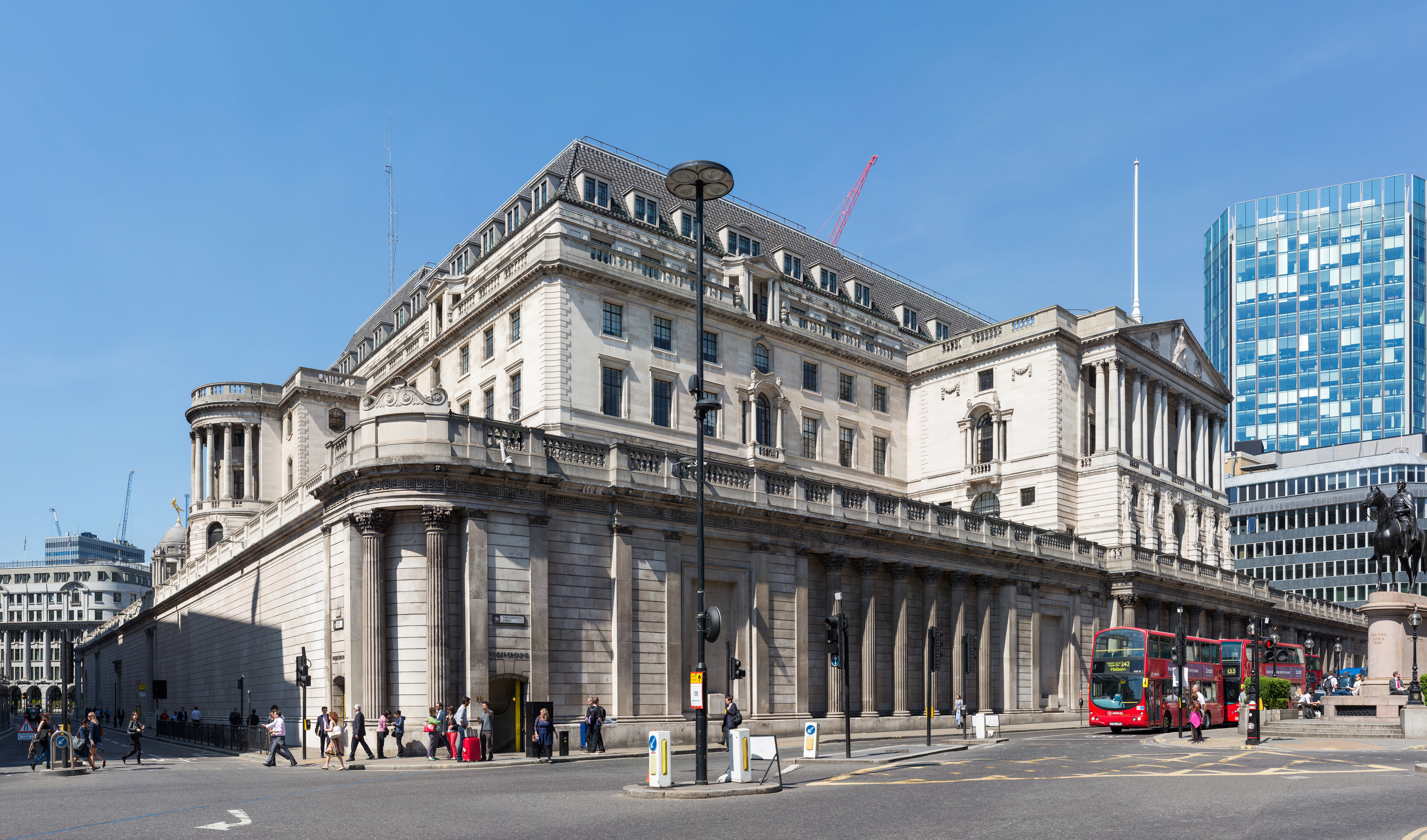
Bank of England Building, London (2015)

Die international bedeutendsten Zentralbanken außer der deutschen Bundesbank sind:
| Staat                  | Zentralbank                   | Rechtsform                              | Gründung      |
| ---------------------- | ----------------------------- | --------------------------------------- | ------------- |
| Österreich             | Oesterreichische Nationalbank | Aktiengesellschaft (Österreich)         | Juni 1816     |
| Schweiz                | Schweizerische Nationalbank   | Aktiengesellschaft (Schweiz)            | Januar 1906   |
| Brasilien              | Banco Central do Brasil       | Behörde                                 | Dezember 1964 |
| Volksrepublik China    | Central Bank of China         | Behörde                                 | Januar 1912   |
| Frankreich             | Banque de France              | Aktiengesellschaft (Frankreich)         | Januar 1800   |
| Vereinigtes Königreich | Bank of England               | Behörde                                 | Juli 1694     |
| Hongkong               | Hong Kong Monetary Authority  | Behörde                                 | April 1993    |
| Italien                | Banca d’Italia                | Anstalt des öffentlichen Rechts         | August 1893   |
| Japan                  | Bank of Japan                 | Behörde                                 | Oktober 1882  |
| Kanada                 | Bank of Canada                | Behörde                                 | März 1935     |
| Vereinigte Staaten     | Federal Reserve System        | Aktiengesellschaft (Vereinigte Staaten) | Dezember 1913 |

Aktiengesellschaften befinden sich im Mehrheitsbesitz des Staates, Behörden sind meist dem Finanzministerium unterstellt.

## Zentralbanken in Zentralverwaltungswirtschaften
In Zentralverwaltungswirtschaften übernahm üblicherweise das Monobankensystem die Funktionen einer Zentralbank. Gemäß sozialistischen Programmen wurde das Geld- und Kreditwesen weitgehend monopolisiert. Ein Monobankensystem besteht aus einer Zentralbank, die Staatsbank genannt wird und in der Regel dem Finanzministerium und den obersten Planungsbehörden direkt unterstellt ist und einigen wenigen ihr direkt untergeordneten Geschäftsbanken. Durch das Monobanksystem wurden die Staatsunternehmen mit Verrechnungsgeld und die Haushalte mit Bargeld versorgt. Das Monopolbankensystem übernahm auch Aufgaben, die über die einer Zentralbank hinausgehen. Es war dafür zuständig, die durch den Zentralplan vorgesehenen Kreditmittel an die Unternehmen zu verteilen, den internationalen Zahlungsverkehr samt Außenhandelsfinanzierung und Devisengeschäften abzuwickeln und die Ersparnisse der Bevölkerung zu sammeln und an das Finanzministerium weiterzuleiten.

## Wirtschaftliche Aspekte
Ihre Ziele der Geld- und Währungspolitik setzen die Zentralbanken unmittelbar um, indem sie mit den Geschäftsbanken Geschäfte auf dem Geld-, Kapital-, Kredit- oder Devisenmarkt abschließen. Diese Geschäfte werden „Instrumente“, „Instrumentarium“ oder „Maßnahmen“ genannt und sind überwiegend – bis auf die Mindestreservepolitik – ohne Kontrahierungszwang für die Geschäftsbanken versehen. Mittelbar dienen moralische Appelle – auch an alle anderen Wirtschaftssubjekte – zur Umsetzung der Ziele. Das Instrumentarium muss drei Eigenschaften aufweisen:
- Flexibel: jede Maßnahme muss kurzfristig – je nach der Marktentwicklung – ohne größeren Verzögerungseffekt – einsetzbar sein. Einer Erhöhung des Zinsniveaus beispielsweise kann sofort durch eine Senkung der Mindestreserven begegnet werden und umgekehrt.
- Repetierbar: Maßnahmen müssen jederzeit wiederholbar eingesetzt werden können. Maßnahmen wie beispielsweise die Offenmarktpolitik können unbegrenzt wiederholt werden wie beispielsweise die Wertpapierkaufprogramme des Eurosystems.
- Reversibel: auch das Gegenteil einer Maßnahme muss möglich sein. Ein Kassageschäft in Devisen ist als Kauf oder Verkauf möglich, ein Pensionsgeschäft wird durch eine Rückkaufvereinbarung wieder rückgängig gemacht.

Maßnahmen, die auf freiwilliger Kontrahierung der Geschäftsbanken mit ihrer Zentralbank beruhen, wirken eher bei restriktiver Geld- und Währungspolitik als bei expansiver. Die einzige auf Kontrahierungszwang aufbauende Maßnahme der Mindestreservepolitik wirkt sofort sowohl restriktiv als auch expansiv.
Nach Ulrich Bindseil ist das übliche Verständnis der Zentralbanken zu überprüfen, denn der Begriff gelte als schwer definierbar, die Schwedische Reichsbank und die Bank of England gelten ihm zufolge als erste richtige Zentralbanken, frühe Zentralbanken hätten kein gesamtgesellschaftliches Mandat und keine öffentliche Funktion, den frühen Banken fehlte das Zentralbank-Verständnis, sie hätten sich langsam aus den Geschäftsbanken entwickelt, das heutige Hauptmerkmal der Zentralbanken, Lender of Last Resort zu sein, habe sich erst spät entwickelt. Im Unterschied dazu sieht Bindseil drei charakteristische Eigenschaften aller Zentralbanken: Ausgabe von Geld, staatliches Monopol, gesamtgesellschaftliche Ziele (englisch public policy).
Kritik am Zentralbankkonzept
Kritiker meinen, das geltende Mischgeld-Bankensystem, an dem Geschäftsbanken und eine Zentralbank beteiligt sind, führe zu schlechteren Ergebnissen hinsichtlich Geldwertstabilität und Inflationsrate als ein Modell marktförmiger Geldschöpfung. Nach dem marktwirtschaftlichen Modell des Mehrbankensystems ohne Zentralbank finde hingegen eine systembedingte Kontrolle der Geldschöpfung statt. Die gegenwärtigen Beschränkungen durch
- Barreserven der Geschäftsbank, die mit einer Auszahlung der gewährten Kredite rechnen muss und diese Auszahlung in Form des gesetzlichen Zahlungsmittels vornehmen muss, da andere Währungen nach dem Greshamschen Gesetz vom Markt verdrängt werden, und
- Mindestreserve, also die Menge an Zentralbankgeld, die die Zentralbank den Geschäftsbanken abhängig von deren Kreditvergabe vorschreibt,

führten zu geldmengeninduzierten Finanzkrisen, weil die Zentralbank durch planwirtschaftliche Geldmengensteuerung in den Wettbewerb eingreife.
Der Wirtschaftswissenschaftler Kevin Dowd vertrat 1994 die Ansicht, dass das Finanzsystem ohne staatliche Eingriffe stabiler sei als es in seiner jetzigen Form ist. Es sei entgegen verbreiteter Annahmen in sich stabil und benötige weder einen Kreditgeber letzter Instanz noch ein staatliches Einlagensicherungssystem. Eine Quelle der Instabilität im gegenwärtigen System sei, dass die Zentralbanken nicht genügend Signale erhalten, um eine funktionierende Politik etablieren zu können und somit die Politik, die tatsächlich umgesetzt wird, schädliche Auswirkungen nach sich zieht. Als Beispiel nennt er das Federal Reserve System, das in den 1930er Jahren seiner Rolle als Kreditgeber letzter Instanz nicht nachkam.
In seinem Werk Human Action vertrat Ludwig von Mises 1949 die Auffassung, dass die zyklischen Auf- und Abschwünge der Wirtschaft und damit auch die Entstehung von Depressionen, das Ergebnis der Senkung des Zinssatzes durch die Expansion von Krediten seitens der Banken ist. Dies wird als Überinvestitionstheorie bezeichnet. Durch die damit zusätzlich zur Verfügung stehenden Kredite werde versucht, die Konjunktur künstlich zu beleben. Von Mises sieht die Gefahr, dass dadurch Kredite in Wirtschaftszweige und Geschäfte fließen, die vor der Senkung des Zinssatzes als unrentabel erschienen. Er vertritt die Ansicht, dass die so angekurbelte Wirtschaft früher oder später zusammenbrechen müsse. Die Krediterweiterungspolitik von Banken sei somit eine Fehlleitung der Unternehmenstätigkeit. Von Mises kommt zu dem Ergebnis, dass periodisch wiederkehrende Wirtschaftskrisen nur zu verhindern seien, wenn man auf die Ankurbelung der Wirtschaft durch die Bankpolitik verzichten würde. Vielmehr sollte der Zinsfuß durch den Marktmechanismus geregelt werden.
Friedrich August von Hayek, wie Mises ein Vertreter der Österreichischen Schule, sah 1976 den Grund für die Instabilität der Wirtschaft darin, dass eine expansive Geldpolitik zu Investitionen in an sich unrentable Projekte führt, die früher oder später bereinigt werden müssen. In einer späteren Schaffensperiode machte er als Ursache für die expansive Geldpolitik aus, dass die Verfügbarkeit des Geldes nicht durch die Marktentwicklung bestimmt, sondern durch die Zentralbanken reguliert wird. Hayek fordert, die Aufgaben der Zentralbanken in private Hände zu geben und zu dezentralisieren. Ein solches System wird als Free Banking bezeichnet. Der Zinssatz würde dann wie jeder andere Preis durch die Nachfrage und das Angebot nach Geld auf dem Markt bestimmt werden. Selbst unter den Laissez-faire-Befürwortern ist nur eine Minderheit für die Realisierung eines Free Banking.